# Cozinha de Frankturt

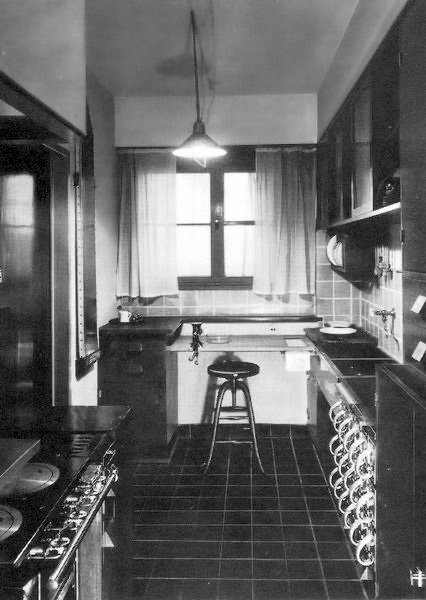
A cozinha de Frankfurt de 1926

A cozinha de Frankfurt foi concebida em 1926 por Ernst May e elaborada pela arquiteta vienense Margarete Schütte-Lihotzky no âmbito do programa de planejamento municipal "Nova Frankfurt" de Frankfurt am Main. Este modelo de cozinha é considerado como o protótipo da cozinha embutida moderna.
A cozinha de Frankfurt deveria ser projetada de maneira tão prática como uma estação de trabalho industrial: todas as coisas importantes deveriam estar ao alcance das mãos e uma variedade de equipamentos deveria encurtar o processo de trabalho. Para atender a exigência da rápida acessibilidade, a cozinha foi pensada de maneira muito compacta, o que veio a atender os requisitos da construção de habitação em larga escala, previstos no programa de planejamento municipal "Nova Frankfurt". Simultaneamente, a cozinha Frankfurt era um alto padrão de design.

## Princípios
A cozinha de Frankfurt se baseou no Taylorismo, cujo objetivo é a otimização dos processos de trabalho. Christine Frederick já havia transferido este sistema em 1912 para os processos de trabalho em ambiente doméstico e, em particular, a cozinha e publicou suas ideias um ano mais tarde em um livro. Usando um cronômetro, foram medidas todos os manuseios a serem executados e a duração de um ciclo de trabalho determinado e otimizado.

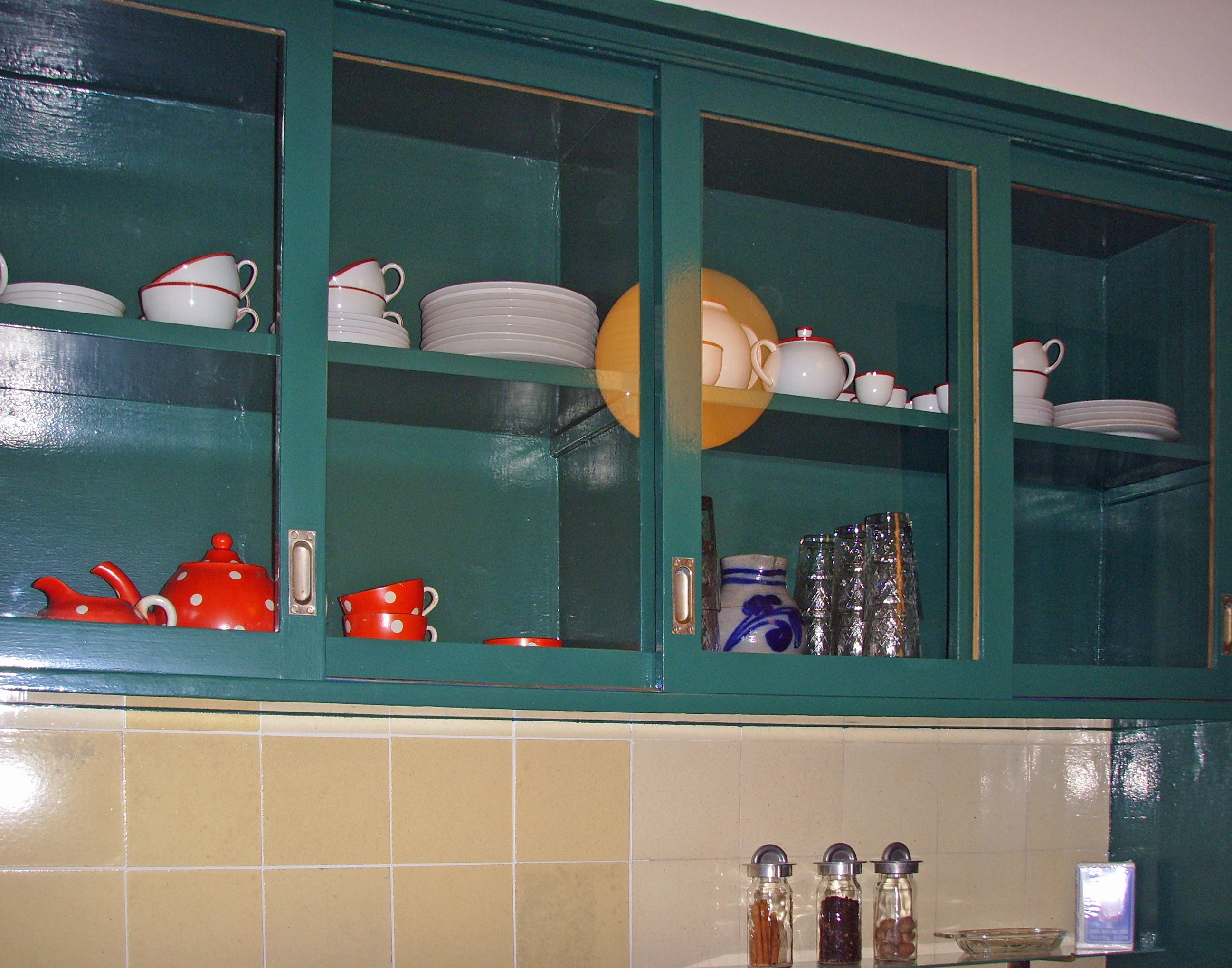
Armários embutidos com portas de correr (Ernst-Pode-Haus)

## Design

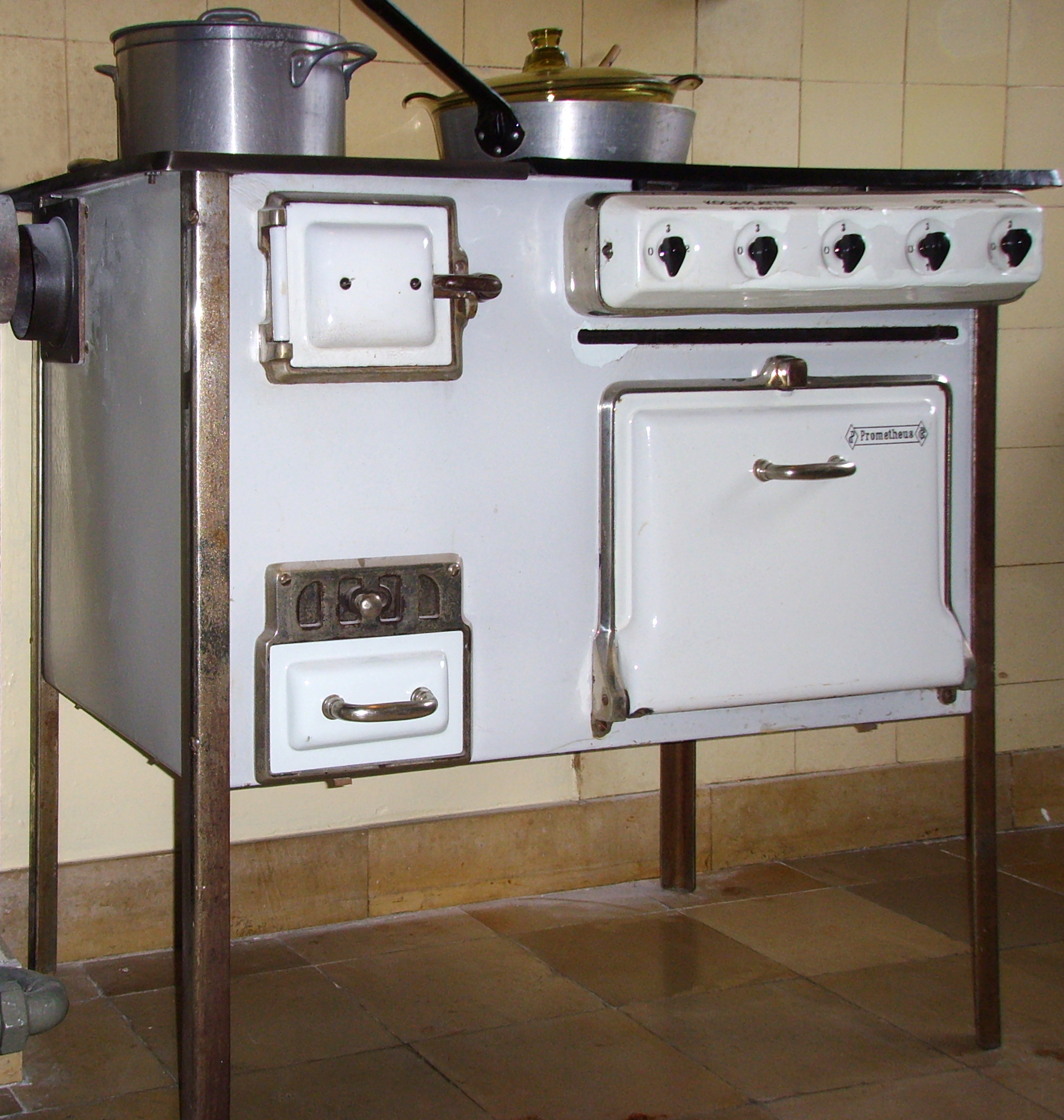
Fogão combinado elétrico/de carvão a partir de uma "cozinha de Frankfurt": três placas eléctricas e um forno com calor superior e inferior (à direita), bem como uma gaveta de carvão e acima uma gaveta e um prato de aquecimento (esquerda)

As cozinhas deveriam fornecer toda a funcionalidade de uma "grande" de cozinha em um mínimo de espaço (tipologia 1: 1,9m × 3,4m) e compactada, sem comprometer a eficiência da minimização do espaço. O as áreas de trabalho foram pensadas de maneira a evitar deslocamentos e manuseios desnecessários.
A cozinha foi formalmente projetado para ser simples, peças de madeira em partes visíveis foram pintadas de azul-verde, porque segundo cientistas da Universidade de Frankfurt mosquitos evitam áreas de tal coloração. Na cozinha havia poucas variações cromáticas que divergiam dessa tonalidade original (azul-verde). Além disso, em particular em versões maiores da cozinha (tipologias 2 e 3), havia outras colorações.
A bancada em frente da janela era particular em muito aspectos: além de ter sido feita de madeira natural (bruta), foi concebida em uma altura baixa de maneira que fosse possível sentar-se enquanto trabalhava.

## Críticas
Apesar de ter sido projetada para deixar o trabalho doméstico na cozinha mais eficiente, a Cozinha de Frankfurt possui suas limitações. Além de segregar a cozinha dos ambientes sociais e de lazer da casa seu espaço é tão reduzido que mal cabem duas pessoas. Além disso, a cozinha foi projetada para o corpo de uma mulher de média estatura da época, o que dificultava o trabalho para mulheres que fugiam desses padrões e reforçava o caráter patriarcal da sociedade. Outro ponto importante é a questão simbólica e de socialização: a cozinha deixava de ser um foco central casa para se tornar um mero "laboratório".